# Templo de Juno Lacinia

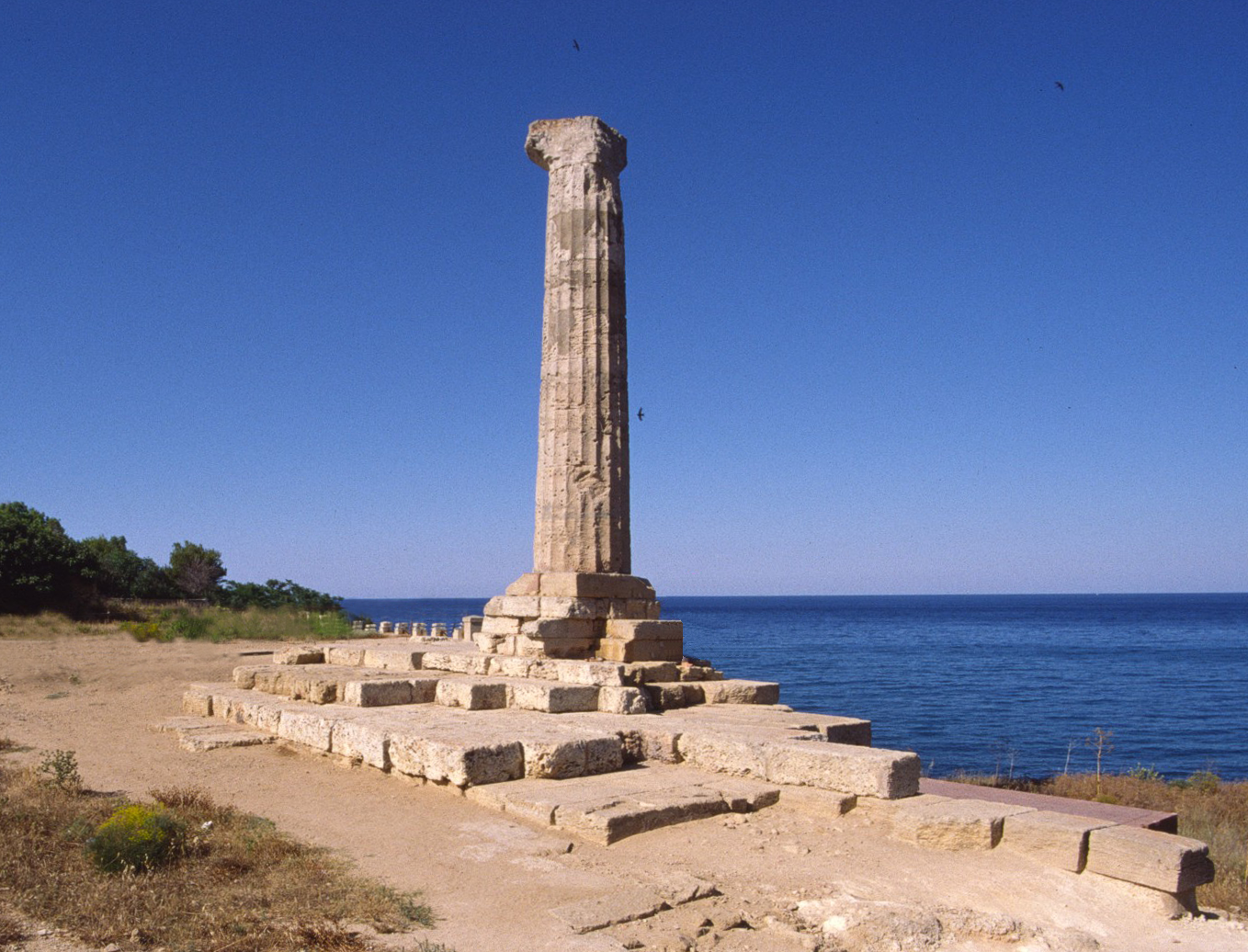
Ruinas del templo de Juno Lacinia

El Templo de Juno Lacinia (o Hera Lacinia) es un antiguo templo griego en ruinas dedicado a Hera (Juno) situado en Capo Colonna en Calabria, Italia, cerca de Crotona (antigua Kroton). Lo que queda es una columna dórica con capitel de unos 8,2 m de altura. Se han visto restos de tejas de mármol en el lugar  y el Instituto Arqueológico de América excavó fragmentos arquitectónicos en 1886-1887. Las esculturas encontradas estaban en su mayoría enterradas de nuevo, pero unos pocos fragmentos, algunas terracotas decorativas y una inscripción dedicatoria a Hera del siglo VI a. C., en posesión privada en Crotona, son descritos por F. von Duhn en Notizie degli scavi.
La fecha de erección del templo se postula entre el 480 y el 440 a. C.; no está registrada por ningún escritor antiguo. Se cree que fue fundado por Hércules (Heracles) después de matar al bandido Lacinio, que intentó robar parte del ganado de Gerión.
El templo ha sido descrito como «quizás la [estructura] más espléndida del sur de Italia». El tesoro federal de la Liga de los italiotas se trasladó allí en el siglo V a. C., y permaneció allí hasta que se trasladó a Heraclea de Lucania, cerca de Tarento.
Antes de evacuar Italia en el 206 a .C., hacia el final de la segunda guerra púnica, Aníbal dedicó una placa de bronce con inscripciones en púnico y griego en la que se detallaban sus logros[.  En el 173 a. C., el censor Quinto Fulvio Flaco dedicó el Templo de la Fortuna Equestris en Roma, para lo cual había arrancado las tejas de mármol del techo del Templo de Juno. En el año 172 a. C., por el dolor de las trágicas noticias sobre sus hijos, Flaco se ahorcó. «El Senado ordenó que se devolvieran las tejas, pero, como no había nadie que supiera cómo reponerlas, las dejaron en el recinto del templo».
Cicerón cita a Lucio Celio Antípatro diciendo que en el templo había una columna de oro. Aníbal quiso saber si era o no de oro macizo, hizo un agujero y, al determinar que era macizo, decidió llevárselo a Cartago. A la noche siguiente, Juno se le apareció en sueños y le amenazó con perder el ojo bueno que le quedaba si lo cogía. Aníbal obedeció la advertencia; mandó fundir una pequeña estatua de una novilla —sagrada para Juno— con las virutas del taladro y la montó sobre la columna.